# Skive (obec)
Skive Kommune je dánská komuna v regionu Midtjylland. Vznikla roku 2007 po dánských strukturálních reformách. Zaujímá oblast 683,42 km², ve které v roce 2017 žilo 46 540 obyvatel.
Centrem kommune je město Skive.

## Sídla
Ve Skive Kommune se nachází 20 obcí.
| Sídla              | Obyvatel (2017) |
| ------------------ | --------------- |
| Balling            | 1 179           |
| Breum              | 834             |
| Durup              | 922             |
| Glyngøre           | 1 496           |
| Hald               | 434             |
| Hem                | 578             |
| Hvidbjerg          | 343             |
| Højslev            | 224             |
| Højslev Stationsby | 2 820           |
| Jebjerg            | 1 149           |
| Lem                | 495             |
| Lihme              | 300             |
| Nederby            | 560             |
| Oddense            | 625             |
| Ramsing            | 355             |
| Roslev             | 1 299           |
| Rødding            | 918             |
| Rønbjerg           | 367             |
| Selde              | 307             |
| Skive              | 20 683          |